# Mondo di tenebra
Mondo di tenebra (World of Darkness, anche abbreviato WoD) è il nome di due ambientazioni correlate, ma distinte, per giochi di ruolo a tema horror pubblicati dalla White Wolf e per il gioco di ruolo dal vivo Mind's Eye Theatre, sempre della White Wolf. L'ambientazione originale fu ideata da Mark Rein·Hagen per Vampiri: la masquerade nel 1991. 
L'ambientazione originale fu rivista nel 2004 in occasione del rinnovo di tutte le linee editoriali ad essa legate. Dal 2012 la gestione della linea è stata ceduta in licenza alla Onyx Path Publishing.
Su licenza della White Wolf la Steve Jackson Games adattò l'ambientazione al proprio sistema GURPS, mentre Monte Cook la adattò al d20 System con Monte Cook's World of Darkness.
In Italia alcuni dei manuali del Mondo di tenebra sono stati pubblicati prima dalla 25 Edition e poi dalla Raven Distribution.

## Terminologia
Per distinguere le due linee ambientazioni normalmente ci si riferisce a quella originale del 1991 come "Mondo di tenebra classico" o "Vecchio mondo di tenebra" (in inglese "Classic World of Darkness", "original World of Darkness" o "old World of Darkness", entrambi abbreviati "oWod"), mentre la seconda del 2004 semplicemente come "Mondo di tenebra" o "Nuovo mondo di tenebra" (in inglese "New World of Darkness"),
La Paradox Interactive (che acquistò la White Wolf nel 2011) nel tentativo di mantenere distinte le due linee rinominò ufficialmente nel dicembre 2015 il Nuovo Mondo di tenebra come Chronicles of Darkness ("Cronache delle tenebre"), mentre il "Mondo di tenebra classico" ritornò ad essere semplicemente "Mondo di tenebra".
Anche se le due ambientazioni sono superficialmente molto simili e il tema originale è di "mistero oscuro" con un'enfasi sullo sconosciuto e sull'orrore personale, nel mondo di tenebra classico era presente un tema apocalittico che è stato rimosso dal nuovo mondo di tenebra, così come gli aspetti della cultura goth e punk.

## Storia editoriale

### 1991: Vecchio mondo di tenebra
Il Mondo di Tenebra originale fu creato nel 1991 da Mark Rein·Hagen per Vampiri: la masquerade. Dopo la pubblicazione di Ars Magica nel 1991 Rein·Hagen iniziò a pensare ad un nuovo gioco di ruolo, valutando varie idee (dal trasferire Ars Magica nei tempi moderni, a Inferno un gioco che avrebbe dovuto essere ambientato nel purgatorio). Discutendo queste idee con Stewart Wieck e Lisa Stevens mentre si recavano alla GenCon 1990 le condensò nell'idea di un'ambientazione urban fantasy che riprendeva parte della storia di Ars Magica con un feel malinconico e oscuro, questo sarebbe stato Vampiri: la masquerade, pubblicato l'anno successivo.
Inizialmente fu valutato di chiedere una licenza per l'uso dell'ambientazione creata da Anne Rice, ma alla fine si decise che si poteva creare un'ambientazione vampiri-gotica anche senza licenza. Per il nuovo prodotto la White Wolf pubblicò trenta/quarantamila copie di un libretto satinato da 16 pagine, completamente a colori, che inviò ai distributori per essere dato in omaggio. Le meccaniche del gioco furono sviluppate da Tom Dowd, che adattò il sistema a riserva di dadi, che aveva già utilizzato in precedenza in Shadowrun. Al successo di Vampiri contribuirono la scelta di dare ai personaggi discipline (poteri vampirici) che resero effettivamente Vampiri un gioco di superpoteri oscuri, piuttosto che un gioco di orrore (l'unico gioco di ruolo di orrore ad aver avuto successo era stato finora Il richiamo di Cthulhu, mentre c'erano stati già diversi giochi di supereroi di successo) e i clan, che facilitarono i giocatori nella creazione fornendo un modello da seguire per i propri personaggi.
In seguito al grande successo di Vampiri seguì la pubblicazione di un nuovo gioco ambientato nel Mondo di tenebra ogni anno: Vampiri: la masquerade (Vampire: The Masquerade, 1991), Licantropi: l'apocalisse (Werewolf: The Apocalypse, 1992), Mage: The Ascension (1993), Wraith: The Oblivion (1994), Changeling: The Dreaming (1995).
Ognuno di essi utilizzava le regole di Vampiri con adattamenti per la propria ambientazione specifica, ma mantenendo la visione di un mondo futuro oscuro e distopico, incentrato su personaggi con superpoteri e delle organizzazioni in cui personaggi potessero inserirsi. A questi si aggiunge nel 1993 il primo gioco di ruolo dal vivo ambientato nel Mondo di tenebra, Mind's Eye Theatre: The Masquerade che iniziò la linea Mind's Eye Theatre, che negli anni successivi pubblicò regolamenti anche per le altre ambientazioni del Mondo di tenebra.
I vari giochi furono tutti supportati con avventure e libri di ambientazione, inoltre la White Wolf pubblicò anche numerosi splatbook, non un concetto nuovo per i giochi di ruolo, ma fu la prima casa editrice a pubblicarne in consistenza. A cominciare con l'avventura Under a Blood Red Moon (in cui comparivano sia vampiri che lupi mannari) cominciò anche a pubblicare crossover tra i vari giochi, che però soffrivano del fatto che anche se le regole erano simili, non erano comunque identiche. I crossover potevano anche essere tematici, per esempio nel 1995 fu pubblicato per ognuna delle cinque giochi un manuale incentrato su un gruppo di cacciatori umani dei mostri titolari dell'ambientazione, nel 1997 il tema fu l'alleato e per ogni linea fu pubblicato un manuale che offriva nuovi compagni.
A partire dal 1997 la White Wolf iniziò a pubblicare nuove ambientazioni storiche basate sui giochi già esistenti, e pubblicò Vampiri: i secoli bui (Vampire: The Dark Ages, 1996), Werewolf: The Wild West (1997) e Mage: The Sorcerers Crusade (1998), ma il quarto supplemento previsto Wraith: The Great War non fu pubblicato e si interruppe la serie di ambientazioni storiche.
Nel 1998 la White Wolf stava infatti incontrando problemi economici dovuti alla crisi del mercato librario del 1995-1996, che andò a sommarsi alla crisi dei giochi di carte collezionabili del 1996-1997. La White Wolf iniziò con il chiudere la linea editoriale di Wraith, anche se l'ambientazione non fu lasciata in sospeso e il metaplot chiuso con Ends of Empire (1999), inoltre il manuale ancora inedito di Wraith: The Great War fu pubblicato, ma fu una pubblicazione una tantum, non una linea editoriale supportata da supplementi. Altre linee meno redditizie furono sposate al marchio esterno "Arthaus", riducendo i costi di produzione e solo le tre linee principali, Vampiri, Lupi mannari e Mage rimasero in produzione alla White Wolf vera e propria.
I crossover invece di essere tematici furono a livello di trama, con eventi che si incrociavano tra le varie ambientazioni. Il 1998 fu l'anno del lotus e furono pubblicati manuali con le controparti orientali delle tre linee, mentre quello del 1999, l'anno del Reckoning descrisse gli eventi che portarono alla chiusura di Wraith, culminando con il citato Ends of Empire e introducendo la nuova linea Hunter: The Reckoning dedicata agli umani che cacciano i mostri soprannaturali. Il 2000 fu l'anno delle rilevazioni (solo supplementi ma nessuna nuova ambientazioni) e il 2001 l'anno dello scarabeo dedicato al Medio Oriente, in cui fu anche pubblicata Mummy: The Resurection. Infine il 2002 fu l'anno dei dannati il cui metaplot introdusse Demon: The Fallen, un gioco sugli angeli decaduti.
Nel 2002 fu rilanciato Vampiri: i secoli bui, seguito da supplementi per altre dedicati agli altri mostri Dark Ages: Mage (2002), Dark Ages: Inquisitor (2002), Dark Ages: Werewolf, (2003) e Dark Ages: Fae (2004). Infine nel 2003 fu pubblicata una nuova ambientazione Orpheus fin dall'inizio prevista come una serie limitata di sei libri.
Nel 2003 ormai le ambientazioni del Mondo delle tenebre mostravano la loro età e il loro stesso ricco metaplot era di ostacolo ai nuovi giocatori che si sentivano intimoriti dalla quantità di materiale e i ricavi erano in continuo calo. Sebbene ogni ambientazione sia un universo autocontenuto, con il passare del tempo le connessioni tra le diverse ambientazioni pubblicate nel materiale canonico, sono andate aumentando. Questo ha presentato difficoltà per i narratori poiché la cosmologia canonica di ogni ambientazione confligge sottilmente e a volte in maniera evidente con quelle delle altre. Molti degli ultimi supplementi di gioco contengono regole su come maneggiare le interazioni tra tipi di esseri sovrannaturali diversi e in alcuni casi presentano regole che tentano di giustificare l'esistenza di discrepanze tra le varie ambientazioni.
Quindi alla fine del 2003 la White Wolf annunciò che avrebbe chiuso tutte le linee legate al Mondo di tenebra e che avrebbe portato al compimento le loro trame con un evento finale cataclismico, il Time of Judgment ("Tempo del giudizio"), facendo tabula rasa, per ripartire con le ambientazioni rinnovate. Questo evento è descritto dalla prospettiva dei diversi esseri sovrannaturali in quattro manuali: Gehenna (per Vampiri: la masquerade); Apocalypse (per Licantropi: l'apocalisse); Ascension (per Mage: the Ascension) e Time of Judgement (dedicato alle linee minori: Demon: The Fallen, Changeling: The Dreaming, Kindred of the East, Mummy: the Resurrection e Hunter: the Reckoning).
La White Wolf affermò che questa "fine" era dovuta ad una promessa che esisteva sin dalla prima edizione di Vampiri, cioè all'avvento della vicina Gehenna ed al tema centrale della fine del mondo. Da notare che nella nuova edizione di Mondo di Tenebra, il tema della fine del mondo dà posto al nuovo tema principale che tratta il mistero.

### 2004: Nuovo mondo di tenebra
La nuova linea editoriale fu inaugurata con la pubblicazione contemporanea di Mondo di tenebra (World of Darkness) e Vampiri: il requiem (Vampire: The Requiem). Invece di creare un set di regole per ogni serie maggiore, come Vampiri o Lupi mannari, Mondo di tenebra presenta un regolamento universale per ogni serie, che permette di creare e sviluppare personaggi umani, che tendono ad avvicinarsi all'atmosfera sovrannaturale dell'ambientazione. I manuali aggiuntivi delle serie principali, come Vampiri: il requiem o Maghi: il risveglio, aggiungono le regole per personaggi sovrannaturali, le loro discipline e sentieri, così come la gerarchia sociale. Con questo metodo vengono superate le parziali incompatibilità e permettevano infatti la creazione di crossover solo grazie a enormi sforzi da parte del narratore per uniformare e gestire regole a volte contrastanti. World of Darkness vinse l'Origins Gamers' Choice Award nel 2004.
Le meccaniche di gioco furono semplificate, riprendendo e migliorando il lavoro già fatto su Trinity (un gioco di ruolo di fantascienza che la White Wolf aveva pubblicato nel 1997), il combattimento in particolare fu semplificato e inoltre furono adottate meccaniche dai giochi di ruolo indie, per gestire vizi, moralità e virtù. Le reazioni alla nuova pubblicazione furono controverse, nel tempo il nuovo sistema fu accettato, ma molti giocatori continuarono a preferire il tema più epico e fantastico dell'ambientazione precedente e in breve le vendite tornarono ai bassi livelli antecedenti il Time of Judgement.
Nel 2005 furono pubblicati i manuali per Lupi mannari: i rinnegati (Werewolf: The Forsaken) e Maghi: il risveglio (Mage: The Awakening) Oltre a supportare tutte e tre le linee principali con numerosi supplementi, la White Wolf riprese l'idea già testata con Orpheus di pubblicare nuove ambientazioni con un numero limitato e pianificato dall'inizio di uscite e un metaplot che veniva portato a conclusione. In questa maniera fu pubblicato nel 2006 Prometheus: The Created (basato su mostri simili alla creatura di Frankenstein) e Changeling: i perduti (Changeling: The Lost). Le vendite di quest'ultimo furono sufficientemente buoni che la White Wolf pubblicò altri supplementi oltre a quelli inizialmente previsti)
Nel 2007 cominciò ad interessarsi alla produzione in formato digitale e avviò il programma Storytelling Adventure System (SAS) per standardizzare la produzione di volumi in formato digitale (PDF). Il primo di questi fu un The Resurrectionist, modulo per Vampiri: il Requiem e la successiva ambientazione limitata (Hunter: The Vigil) vide solo quattro volumi stampati, ma numerosi moduli in PDF.
In seguito all'acquisto della White Wolf da parte della CCP Games nel novembre 2006 la produzione di volumi della White Wolf andò lentamente esaurendosi. La CCP aveva acquistato la White Wolf con l'obiettivo di sviluppare un MMORPG basato su Vampiri e man mano spostò sempre più personale alla produzione di quest'ultimo. Questo combinato con il graduale abbandono dei fondatori originali della White Wolf, alla lentezza delle comunicazioni tra CCP e White Wolf e alla crisi in cui incorse la CCP nel 2011, portò gradualmente alla sospensione di tutte le nuove pubblicazioni L'ultimo canto del cigno fu la pubblicazione di Vampire: The Masquerade 20th Anniversary Edition, un'edizione limitata rilegata in pelle disponibile solo in preordine online, seguita nel gennaio 2012 da un'edizione standard cartonata.

### 2012: Onyx Path Publishing
Rich Thomas, direttore creativo della White Wolf, subito dopo i licenziamenti del 2011, contattò numerosi ex dipendenti per formare una nuova società, la Onyx Path Publishing, che ottenne in licenza dalla CCP il nuovo e vecchio Mondo di Tenebra, oltre ad altre linee della White Wolf Anche se la nuova società fu registrata ufficialmente il 29 dicembre 2011 aspettò oltre sei mesi prima di rivelarsi pubblicamenteLa nuova società riprese direttamente il programma di pubblicazioni della White Wolf, ma puntò inoltre al canale di raccolta fondi di Kickstarter per finanziare molti progetti, tra cui le versioni del ventennale di Werewolf: The Apocalypse e di Mage: the Ascension.
Nel 2013 è stata pubblicata una revisione del Mondo delle tenebre, God Machine Chronicle, e una di Vampiri: il Requiem, The Strix Chronicle. Entrambi i volumi presentano un nuovo metaplot, e si aprono con un'antologia di racconti iniziale, seguita dall'aggiornamento delle regole per il Storyteller system. Pare che il formato inusuale di pubblicare la revisione del sistema di gioco e dell'ambientazione in questa maniera sia stata dovuta al fatto che la CCP non abbia voluto autorizzare una revisione dello Storyteller System.

### Pubblicazione italiana
In Italia alcuni manuali sono stati tradotti e pubblicati dalla 25 Edition, licenziataria della White Wolf, ma in seguito alla fusione con la Magic Market ha preferito non investire ulteriormente in questa linea editoriale per concentrarsi su altri titoli. La versione per il ventennale di Vampiri: la masquerade e Licantropi: l'apocalisse sono state pubblicate dalla Raven Distribution, ed è in programma anche la pubblicazione di Maghi: l'ascensione 20º anniversario e Wraith: the oblivion 20º anniversario.

## Ambientazione

### Vecchio mondo di tenebra
L'ambientazione è simile al mondo moderno, ma viene enfatizzata la parte più oscura ed insidiosa, ed è fitta di cospirazioni e segreti. L'umanità è preda di creature sovrannaturali, come vampiri, lupi mannari e wraith (spiriti dei morti) e sta perdendo ogni speranza. Le creature sovrannaturali non sono predatori solitari a cui è possibile dare la caccia, ma sono numerosi ed intelligenti a sufficienza da organizzarsi in società più o meno complesse, divise in fazioni in competizione tra loro, che usano spesso gli esseri umani come pedine per i loro giochi.
Una ragnatela di cospirazioni, alcune delle quali rispecchiano le leggende metropolitane del nostro mondo, altre uniche e specifiche dell'ambientazione, ricopre l'intero mondo. Cabale di potenti maghi, associazioni di astuti vampiri ed altre strane figure competono tra di loro per il controllo del mondo. La dicotomia tra ricchi e poveri, potenti ed impotenti viene quindi accentuata, portata spesso all'estremo, sia dal mondo sovrannaturale che da quello odierno, composto da ignari umani avvolti da un alone di tristezza e disperazione. La decadenza della società è quindi il tema centrale, così come l'onnipresente corruzione . Questo riflesso oscuro si manifesta ovunque, e viene enfatizzata dall'atmosfera cupa, dall'architettura gotica e dal look punk che domina le strade.
Un filo di antintellettualismo corre lungo tutto il Mondo di tenebra: in particolare la scienza viene ritratta come un'attività che uccide la spiritualità con l'obiettivo di rinforzare la "realtà consensuale" in un assoluto. Un sistema rigido e calcificato in cui tutto avviene secondo le leggi inalterabili della causa e dell'effetto. La tecnologia viene ritratta nel migliore dei casi come uno strumento pericoloso, spesso come un'influenza corruttrice e viene spesso creata da creature malvagie per distruggere lo spirito umano.

### Nuovo mondo di tenebra
Pur avendo un'ambientazione superficialmente simile a quella precedente il tema globale è di "oscuri segreti", con un'enfasi sullo sconosciuto, qualcosa che sia gli sviluppatori che i giocatori sentivano che era stato perso negli oltre 12 anni di pubblicazione dei vari manuali dell'originale Mondo di tenebra.
Molti dettagli dell'ambientazione, specialmente quelli riguardanti la storia, sono stati lasciati liberi a molte interpretazioni. Questo può essere spiegato dalle critiche al vecchio Mondo di tenebra, mosse riguardo al troppo materiale pubblicato durante la serie: per un narratore diventava spesso difficile gestire e sorprendere i vari giocatori, che conoscevano molto spesso le varie storie "segrete", a causa dei troppi volumi pubblicati. Il tema principale è stato poi spostato dalla fine del mondo (nel vecchio Mondo) a quello del mistero, in cui i personaggi riescono a focalizzarsi più facilmente sui vari segreti della storia, al posto di preoccuparsi di una prossima apocalisse.

## Pubblicazioni
Sono riportate solo i volumi base delle varie ambientazioni, per liste dettagliate fare riferimento alla voce specifica per l'ambientazione.

### Vecchio Mondo di tenebra: ambientazione moderna
- Vampiri: la masquerade (Vampire: The Masquerade, 1991)
- Licantropi: l'apocalisse (Werewolf: The Apocalypse, 1992)
- Mage: The Ascension, 1993
- Wraith: The Oblivion, 1994
- Changeling: The Dreaming, 1995
- Kindred of The East, 1998. Essenzialmente una linea di gioco distinta, ma richiedeva Vampiri: la masquerade per alcune regole di gioco, per cui non era completamente indipendente
- Hunter: The Reckoning, 1999
- Mummy: The Resurrection, 2001. Come per Kindred of the East non era completamente giocabile senza l'accesso alle regole base come quelle di Vampiri: la masquerade
- Demon: The Fallen, 2002
- Orpheus, 2003

### Vecchio Mondo di tenebra: ambientazione storiche
- Werewolf: The Wild West, 1997, ambientato nel far west
- Mage: The Sorcerers Crusade, 1998, ambientato nel Rinascimento
- Wraith: The Great War, 1999, ambientato durante e dopo la prima guerra mondiale.
- Victorian Age Vampire, 2002, ambientato nell'Era vittoriana
- Vampiri: i secoli bui (Vampire: The Dark Ages, 1996), ambientato nel medieoevo del XII secolo, successivamente trasformato nella linea Dark Ages ambientata nel XIII secolo:
  - Dark Ages: Werewolf, 1999
  - Dark Ages: Vampire, 2002
  - Dark Ages: Inquisitor, 2002
  - Dark Ages: Mage, 2002
  - Dark Ages: Fae, 2004

### Nuovo mondo di tenebra
- Mondo di tenebra (World of Darkness, 2004), manuale generale per il quale sono state pubblicate tre linee di espansione principali.
  - Vampiri: il requiem (Vampire: The Requiem, 2004)
  - Lupi mannari: i rinnegati (Werewolf: The Forsaken, 2005).
  - Maghi: il risveglio (Mage: The Awakening, 2005)

Linee limitate:
- Promethean: The Created (2006). In cui personaggi sono creature create artificialmente dall'ingegno o dalla perversione umana. Una rivisitazione del mostro di Frankenstein.
- Changeling: i perduti (Changeling: The Lost, 2007), 2008. In cui i personaggi vengono rapiti dalla fate e portati nel mondo di Arcadia.
- Hunter: The Vigil, 2008. In cui i personaggi sono Cacciatori mortali che combattono contro l'oscurità.
- Geist: The Sin-Eaters, 2009. In cui i personaggi sono morti che hanno avuto una seconda possibilità, usandola per cercare di migliorare l'oltretomba.
- Mummy: The Curse, 2013. In cui i personaggi sono esseri non-morti creati da antichi stregoni, con il compito di servire i loro Dei per l'eternità.
- Demon: The Descent, 2014. In cui i personaggi sono angeli caduti del Dio-Macchina, il demiurgo che sembra supervisionare il mondo di tenebra.
- Beast: The Primordial, 2017 In cui i personaggi sono mortali la cui anima ospita un Orrore, solitamente con le sembianze di una creatura mitologica.
- Deviant: The Renegades, 2021 in cui personaggi sono vittime di esperimenti si uniscono per far cadere le organizzazioni monolitiche che le hanno distorte e deformate.

## Opere derivate

### Giochi
- Richard Garfield, Vampire: The Eternal Struggle, Wizards of the Coast, 1994. Un gioco di carte collezionabili basato principalmente su Vampiri: la masquerade[30][31]
- Mike Tinney e Stephan Wieck, Rage, 1995, White Wolf. un gioco di carte collezionabili basato su Licantropi: l'apocalisse[32]

### Televisione
- Kindred: The Embraced, 1996. Una serie televisiva prodotta dalla Spelling Television e trasmessa dalla Fox. Basato su Vampiri: la masquerade, è stata cancellata dopo 8 episodi[32].

### Videogiochi
- Vampire: The Masquerade - Redemption, Nihilistic Software, 2000
- Vampire: The Masquerade - Bloodlines, Troika Games, 2004
- Werewolf: The Apocalypse – Earthblood, Cyanide, 2021
- Vampire: The Masquerade – Bloodhunt, Sharkmob, 2022
- Vampire: The Masquerade – Swansong, Big Bad Wolf, 2022

### World of DarknessMMORPG
Con l'acquisizione della White Wolf Publishing nel 2006 da parte della CCP Games si è parlato dello sviluppo di un MMORPG basato su Vampiri: la masquerade. Nel 2014 la CCP ha sospeso il progetto licenziando 54 dipendenti e concentrandosi sul suo originale MMORPG EVE Online.